# Wilhelm Winkler
Wilhelm Winkler   (Praga, 29 de juny de 1884 - Viena, 3 de setembre de 1984) va ser un estadístic i funcionari austríac.

## Vida i Obra
Winkler va ser el quart dels vuit fills d'un professor de música. Va haver de començar a treballar amb tretze anys, tot i així, va acabar els estudis secundaris i va fer la carrera de dret a la universitat alemanya de Praga graduant-se el 1907. Va començar a exercir com advocat, al mateix temps que feia el servei militar voluntari al regiment d'infanteria número 11. El 1909 es va incorporar a l'oficina estadística de l'antic Regne de Bohèmia, però el 1914, en esclatar la Primera Guerra Mundial, va ser mobilitzat com a tinent al front italià. Després de rebre algunes mencions, va ser ferit el novembre de 2015 a la quarta batalla de l'Isonzo.
Durant els sis mesos que va estar hospitalitzat, es va retrobar amb un antic mestre de la universitat, Arthur Spiethoff, que era el cap del comitè científic d'economia de guerra del Ministeri de Defensa a Viena i el va invitar a formar part d'aquest comitè. El 1918, en dissoldre's el comitè, Winkler va esdevenir secretari de l'oficina estatal d'afers militars, malgrat l'oposició d'altres col·legues més conservadors. En virtut d'aquest càrrec va participar en la conferència de Versalles (1919), com a conseller de la legació austríaca. En retornar a Viena el 1920, va iniciar dues carreres paral·leles: com alt funcionari de l'estat, dirigint l'oficina estatal d'estadística, i com docent, fent de professor d'estadística a la universitat de Viena.
Winkler, malgrat les seves posicions nacionalistes i catòliques, va entrar en conflicte amb el govern autoritari del canceller Dollfuss i encara més amb el govern alemany nazi d'ocupació que es va instal·lar el 1938 després de l'Anschluss, entre d'altres raons, però no la única, perquè la seva dona era d'ascendència jueva. El 1938, doncs, va ser desposseït de tots els càrrecs públics i docents i va iniciar una època molt difícil de la seva vida. Tot i que va poder emigrar a Irlanda, ja que el seu govern afavoria la recepció d'intel·lectuals catòlics, no ho va fer per motius que es desconeixen. Tot i que no va estar afectat per la prohibició de publicar, es va veure molt restringit per les dificultats per trobar editor.
Acabada la guerra, el 1945, va sol·licitar el seu reingrés a la universitat de Viena que li va ser acordat ràpidament. Es va jubilar el 1949, però va continuar com a professor emèrit fins al 1955.
Winkler va publicar una vintena de llibres i a la vora de 200 articles científics, en un àmplia varietat de camps de l'estadística teòrica i aplicada: demografia, economia, població, etc. Va ser el fundador de la revista austríaca Statistische Vierteljahresschrift, que es va començar a publicar el 1948. En els seus treballs teòrics, el seu objectiu és el d'introduir les formalitzacions matemàtiques que estan en plena renovació en el món anglosaxó, cosa que també va ser percebuda com un atac a l'estadística descriptiva germànica.